# When a Man Loves
When a Man Loves é um filme mudo norte-americano de 1911 em curta-metragem, dos gêneros drama e romance, dirigido por D. W. Griffith.